# Mistrzostwa Europy w Piłce Nożnej 1968/Finał
Finał Mistrzostw Europy w Piłce Nożnej 1968 – finał piłkarskich mistrzostw Europy, który odbył się w dniach 8 czerwca (pierwszy mecz) i 10 czerwca (drugi mecz) 1968 roku o godzinie 21:15 na Stadio Olimpico w Rzymie. Spotkały się w nim reprezentacja Włoch (gospodarze turnieju) z reprezentacją Jugosławii. Sędzią pierwszego meczu był Szwajcar Gottfried Dienst, który przy stanie 1:0 dla Jugosławii nie uznał prawidłowo zdobytej bramki przez Dragana Džajicia. Zaliczył natomiast kontrowersyjną bramkę Angelo Domenghiniego z rzutu wolnego, wykonanego przed gwizdkiem. Sędzią drugiego meczu został natomiast Hiszpan José María Ortiz de Mendíbil. Pierwszy mecz zakończył się remisem 1:1 (dogrywka nie przyniosła rozstrzygnięcia), finał zatem powtórzono dwa dni później. Zwycięzcą drugiego spotkania, a tym samym mistrzem Europy, po raz pierwszy w historii zostali Włosi, którzy pokonali Jugosłowian 2:0 po bramkach Pietro Anastasiego i Luigiego Rivy.

## Uczestnicy
vs 

### Droga do finału
| Włochy     | Włochy | Włochy                            | Runda                 | Jugosławia | Jugosławia | Jugosławia                                           |
| ---------- | ------ | --------------------------------- | --------------------- | ---------- | ---------- | ---------------------------------------------------- |
| Przeciwnik | Wynik  | Strzelcy                          | Runda                 | Przeciwnik | Wynik      | Strzelcy                                             |
| Bułgaria   | 2:3    | Dimityr Penew sam., Pierino Prati | Ćwierćfinały – 1 mecz | Francja    | 1:1        | Vahidin Musemić                                      |
| Bułgaria   | 2:0    | Pierino Prati, Angelo Domenghini  | Ćwierćfinały – 2 mecz | Francja    | 5:1        | Ilija Petković x2, Vahidin Musemić x2, Dragan Džajić |
| ZSRR       | 0:0 d. | –                                 | Półfinały             | Anglia     | 1:0        | Dragan Džajić                                        |

## Pierwszy mecz finałowy
| 8 czerwca 1968 21:15 CEST | Włochy · Domenghini 80' | 1:1 dogr.(0:1)Raport | Jugosławia · 39' Džajić | Stadio Olimpico, Rzym Widzów: 68 817 Sędzia: Gottfried Dienst |
|                           |                         |                      |                         |                                                               |

| 22                   | Dino Zoff               |
| 5                    | Tarcisio Burgnich       |
| 12                   | Aristide Guarneri       |
| 7                    | Ernesto Castano         |
| 10                   | Giacinto Facchetti (k.) |
| 14                   | Giovanni Lodetti        |
| 11                   | Giorgio Ferrini         |
| 13                   | Antonio Juliano         |
| 9                    | Angelo Domenghini       |
| 2                    | Pietro Anastasi         |
| 16                   | Pierino Prati           |
| Trener:              |                         |
| Ferruccio Valcareggi |                         |

| 1           | Ilija Pantelić       |
| 2           | Mirsad Fazlagić (k.) |
| 5           | Blagoje Paunović     |
| 6           | Dragan Holcer        |
| 3           | Milan Damjanović     |
| 21          | Dobrivoje Trivić     |
| 15          | Miroslav Pavlović    |
| 16          | Jovan Aćimović       |
| 7           | Ilija Petković       |
| 9           | Vahidin Musemić      |
| 11          | Dragan Džajić        |
| Trener:     |                      |
| Rajko Mitić |                      |

## Drugi mecz finałowy
| 10 czerwca 1968 21:15 CEST | Włochy · Riva 12' · Anastasi 31' | 2:0(2:0)Raport | Jugosławia | Stadio Olimpico, Rzym Widzów: 32 886 Sędzia: José María Ortiz de Mendíbil |
|                            |                                  |                |            |                                                                           |

| 22                   | Dino Zoff               |
| 20                   | Sandro Salvadore        |
| 12                   | Aristide Guarneri       |
| 19                   | Roberto Rosato          |
| 5                    | Tarcisio Burgnich       |
| 10                   | Giacinto Facchetti (k.) |
| 15                   | Sandro Mazzola          |
| 8                    | Giancarlo De Sisti      |
| 9                    | Angelo Domenghini       |
| 2                    | Pietro Anastasi         |
| 17                   | Luigi Riva              |
| Trener:              |                         |
| Ferruccio Valcareggi |                         |

| 1           | Ilija Pantelić       |
| 2           | Mirsad Fazlagić (k.) |
| 5           | Blagoje Paunović     |
| 6           | Dragan Holcer        |
| 3           | Milan Damjanović     |
| 21          | Dobrivoje Trivić     |
| 15          | Miroslav Pavlović    |
| 16          | Jovan Aćimović       |
| 22          | Idriz Hošić          |
| 9           | Vahidin Musemić      |
| 11          | Dragan Džajić        |
| Trener:     |                      |
| Rajko Mitić |                      |

MISTRZ EUROPY 1968
WŁOCHY
PIERWSZY TYTUŁ